# Kanhan
Kanhan es una ciudad censal situada en el distrito de Nagpur en el estado de Maharashtra (India). Su población es de 22945 habitantes (2011). Se encuentra a 34 km de Nagpur.

## Demografía
Según el censo de 2011 la población de Kanhan era de 22945 habitantes, de los cuales 11669 eran hombres y 10276 eran mujeres. Kanhan tiene una tasa media de alfabetización del 84,13%, superior a la media estatal del 82,34%: la alfabetización masculina es del 89,24%, y la alfabetización femenina del 78,87%.